# Programa ConCiencia
El programa ConCiencia es una actividad de divulgación científica nacida en 2006 en el seno de la Universidad de Santiago de Compostela y el Consorcio de Santiago, y promovida y coordinada desde sus inicios por el físico gallego Jorge Mira. Se articula en torno a la visita de Premios Nobel o sus análogos en matemáticas (Medalla Fields, Premio Abel) y ciencias de la computación (Premio Turing). Además, desde 2008, dicho programa organiza en su seno el Premio Fonseca de comunicación de la ciencia, que en su primera edición recayó en el físico británico Stephen W. Hawking. En su segunda convocatoria (2009), el galardón recayó en el padre de la Hipótesis de Gaia, James Lovelock; en la tercera (2010) en el naturalista y divulgador Sir David Attenborough y en 2011 en el físico-matemático Sir Roger Penrose. El premio se descontinuó a partir de ese año. 
Este programa ha sido reconocido con la Mención de Honor del Premio "Ciencia en Acción" en 2010, con el XL Premio de la Crítica Galicia - modalidad de iniciativas culturales y científicas en 2017 y con el Premio de la Cultura Galega - modalidad de proyección exterior, "por promover la imagen de Galicia en el exterior en base a su talento" en 2022.
Objetivo:  el programa ConCiencia tiene el  objetivo de invitar a los personajes más influyentes de la investigación y del conocimiento del mundo para que divulguen sus avances en la capital de Galicia. De este modo, la presencia en Santiago de las más eminentes personalidades de la Física, la Química, las Matemáticas y la Medicina están favoreciendo los vínculos existentes entre el cuadro de investigadores de la Universidad de Santiago y estas personalidades.

## Participantes
- Heinrich Rohrer (Premio Nobel de Física 1986)
- Torsten N. Wiesel (Premio Nobel de Fisiología y Medicina 1981)
- Richard R. Ernst (Premio Nobel de Química 1991)
- Sir Michael Atiyah (Medalla Fields 1966, Premio Abel 2004)
- Frank Wilczek (Premio Nobel de Física 2004)
- John E. Walker (Premio Nobel de Química 1997)
- Peter Lax (Premio Abel 2005)
- John F. Nash (Premio en Ciencias Económicas en memoria de Alfred Nobel 1994)
- Harold E. Varmus (Premio Nobel de Fisiología y Medicina 1989)
- Frances E. Allen (Premio Turing 2006)
- Gerardus 't Hooft (Premio Nobel de Física 1999)
- K. Barry Sharpless (Premio Nobel de Química 2001)
- Jean-Marie Lehn (Premio Nobel de Química 1987)
- James Watson Cronin (Premio Nobel de Física 1980)
- Roger David Kornberg (Premio Nobel de Química 2006)
- Albert Fert (Premio Nobel de Física 2007)
- Sir Harold Walter Kroto (Premio Nobel de Química 1996)
- Sir Richard J. Roberts (Premio Nobel de Fisiología o Medicina 1993)
- Ada E. Yonath (Premio Nobel de Química 2009)
- Mohamed ElBaradei (Premio Nobel de la Paz 2005)
- Samuel Chao Chung Ting (Premio Nobel de Física 1976)
- Richard R. Schrock (Premio Nobel de Química 2005)
- Sheldon Lee Glashow (Premio Nobel de Física 1979)
- Ei-ichi Negishi (Premio Nobel de Química 2010)
- Sir Tim Hunt (Premio Nobel de Fisiología o Medicina 2001)
- Sir Anthony J. Leggett (Premio Nobel de Física 2003)
- Eric A. Cornell (Premio Nobel de Física 2001)
- Harald zur Hausen (Premio Nobel de Fisiología o Medicina 2008)
- Claude Cohen-Tannoudji (Premio Nobel de Física 1997)
- Cédric Villani (Medalla Fields 2010)
- Serge Haroche (Premio Nobel de Física 2012)
- Stanley B. Prusiner (Premio Nobel de Fisiología o Medicina 1997)
- Finn E. Kydland (Premio en Ciencias Económicas en memoria de Alfred Nobel 2004)
- May-Britt Moser (Premio Nobel de Fisiología o Medicina 2014)
- Jean-Pierre Sauvage (Premio Nobel de Química 2016)
- Bernard L. Feringa (Premio Nobel de Química 2016)
- Tomas Lindahl (Premio Nobel de Química 2015)
- David MacMillan (Premio Nobel de Química 2021)
- Stanley Whittingham (Premio Nobel de Química 2019)
- David Chipperfield (Premio Pritzker 2023)
- Klaus von Klitzing (Premio Nobel de Física 1985)
- Kip S. Thorne (Premio Nobel de Física 2017)

## Galardonados con el premio Fonseca de divulgación científica
- Stephen W. Hawking (2008)
- James Lovelock (2009)
- Sir David Attenborough (2010)
- Sir Roger Penrose (2011)